# Дрина (Зворник)
«Дрина» (босн. «Fudbalski klub Drina Zvornik») — професіональний боснійський футбольний клуб з міста Зворник. Заснований 1945 року, домашні матчі проводить на стадіоні «Градскі стадіон» місткістю 3 000 осіб.

## Досягнення
- Чемпіон Першої ліги Республіки Сербської: 2009—2010, 2013—2014